# Hodod
Hodod es una comuna ubicada en el distrito de Satu Mare, Rumania.

## Superficie
Posee una superficie de 76,88 kilómetros cuadrados.

## Demografía
Hasta 2021 la población era de 2914 habitantes, con una densidad de población de 37,90 habitantes por kilómetro cuadrado.